# Pont de La Loi
Pour les articles homonymes, voir Loi.
Le pont de La Loi est un pont en arc avec tablier supérieur franchissant le Rhône entre les communes de Culoz (Ain) et de Ruffieux (Savoie). C'est un pont routier emprunté par la RD 904.

## Présentation
La Loi est un lieu-dit de Culoz et Ruffieux qui a ainsi donné son nom au pont. Avant la construction du pont, un bac à traille assurait le passage du fleuve.